# The Get Up Kids
The Get Up Kids ist eine aus Kansas City (Missouri, USA) stammende stark vom Indierock geprägte Emo-Band.

## Geschichte

### Frühe Jahre (1995–1997)
Noch während ihrer High-School-Zeit gründeten Ryan Pope, Rob Pope und Jim Suptic eine kurzlebige Band namens Kingpin. Matt Pryor schrieb schon als Teenager Songs und spielte in einer Band namens Secret Decoder Ring. Im Jahr 1995 entstand nach dem Ende der beiden Bands zunächst die Gruppe „The Suburban Get Up Kids“ Später entschloss man sich einfach nur den kürzeren Namen „The Get Up Kids“ zu verwenden. Als Gründungsdatum wird der 14. Oktober 1995 angegeben, der 18. Geburtstag des Gitarristen Jim Suptic.
Zu dieser Zeit bestand die Besetzung aus Matt Pryor an der Gitarre und dem Lead-Gesang, Jim Suptic an der Gitarre, Rob Pope am Bass und Thomas Becker am Schlagzeug. Becker verließ jedoch bald das College in Kalifornien und wurde durch Nathan Shay ersetzt, einem alten Schulfreund von Jim Suptic. Unter Selbstfinanzierung erschien 1995 die erste Split-Single „Shorty/The Breathing Method“. Aufgrund mangelnder Tourneebereitschaft wurde Nathan Shay im April 1996 durch Robert Popes jüngeren Bruder Ryan Pope am Schlagzeug ersetzt. Die Band erregte in der aufkeimenden Underground-Musikszene erstes Aufsehen und pflegte auch Beziehungen zu zahlreichen anderen Bands, die sie auch immer wieder auf Tourneen begleiteten. Es kam auch zu zahlreichen Split-Single-Veröffentlichungen. Nach der Aufnahme einer weiteren EP „Woodson“ trat das Plattenlabel Doghouse Records mit einem Vertrag über zwei Alben an die Band heran und bot ihnen 4.000 Dollar für die Aufnahme ihres ersten Albums.

### Four Minute Mile(1997–1998)
Nachdem sie bei Doghouse unter Vertrag genommen wurden, fuhr die Band nach Chicago, um ihr Debütalbum mit dem Produzenten Bob Weston aufzunehmen. Das Album wurde in nur zwei Tagen aufgenommen, wobei Ryan Pope zu dieser Zeit noch aufs Collage ging. Zwei Monate nach der Aufnahme des Albums ging die Band mit Braid und Ethel Meserve auf ihre erste nationale Tournee, wobei der erste Termin der Tournee am Tag nach Ryans Highschool-Abschluss stattfand.
Einige Monate später, am 30. September 1997 veröffentlichte die Band ihr Debütalbum Four Minute Mile, das bei Kritikern, Fans und Labels gleichermaßen große Aufmerksamkeit erregte. Die Band wurde eingeladen die Gruppe Braid auf ihrer Europa-Tournee 1998 zu begleiten, und die Band schuf sich damit schnell eine weitere Fanbasis.
Während die Band national und international immer bekannter wurde, wurde sie unzufrieden mit ihrer Plattenfirma Doghouse Records. Das kleine Label hatte Probleme mit der zunehmenden Popularität der Band Schritt zu halten. Die Ankündigung der GetUp Kids, Doghouse Records zu verlassen, weckte das Interesse von prominenten Plattenfirmen wie Sub Pop, Geffen und Mojo Records. Die Band traf schließlich auf Rich Egan, dem Gründer von Vagrant Records aus Los Angeles. Er überzeugte die Band davon, bei Vagrant zu unterschreiben und bot ihnen 50.000 Dollar für ein zweites Album sowie ihr eigenes Tochterlabel Heroes & Villains Records an.

### Something to Write Home About(1999–2001)
Am 21. September 1999 veröffentlichte die Band ihr bis heute bekanntestes Werk Something to Write Home About bei Vagrant Records. Die Texte des Albums spiegelten u. a. den Streit der Plattenfirma wieder, den sich die Band nach ihrem Umzug nach Los Angeles ausgesetzt sah, sowie die Distanz zwischen Freunden und der Familie zu Hause.
Something to Write Home About wurde oft als das einzige „wahre“ Emo-Album der Band hervorgehoben, da auch die Ästhetik des Albums der zeitgenössischen Definition des Genres entsprach. Darüber hinaus brachte das Album dem angeschlagene Vagrant-Label entscheidenden Gewinn ein. Das Album verkaufte sich nach seiner Veröffentlichung über 140.000 Mal. Es machte die Get Up Kids nicht nur zum Aushängeschild des Emo, sondern brachte auch das Genre in das öffentliche Bewusstsein ein, das weitaus breiter war als einige lokal verstreute Szenen. Das Album gab Vagrant Records den finanziellen Vorschub, um zu wachsen und auch eine Reihe anderer Bands unter Vertrag zu nehmen.
2000 wurde ihre Tournee mit Koufax und The Anniversary von Napster gesponsert. Ihre Fangemeinde wuchs dabei durch Mundpropaganda stetig an.
Die GetUp Kids tourten fast drei Jahre lang unermüdlich, um für die Platte zu werben. Die Tour führte sie durch Europa, Japan und Australien, wobei sie häufig von anderen Bands begleitet wurden. Um die Wartezeit auf das nächste Album der Band zu kürzen, legte Vagrant Records 2001 die Raritäten-Kompilation Eudora vor.

### On a Wire(2002–2003)
Nach drei Jahren des Tourens für Something to Write Home About war die Band ausgebrannt und wollte sich von dem Power-Pop-Sound verabschieden, mit dem sie seither in Verbindung gebracht wurden. Sie wollten auch mit einem neuen Produzenten zusammenarbeiten der sie kreativ forderte. Schließlich entschied sich die Band für Scott Litt, der für seine Arbeiten mit R.E.M. und Nirvana bereits bekannt war.
Das dritte Studioalbum der Band On a Wire wurde am 14. Mai 2002 veröffentlicht und war von einem maßvolleren, alternativen Stil geprägt. So wie Something to Write Home About einige Fans mit seinem produzierteren Sound auch teilweise befremdete, so wurde auch On a Wire von Fans kritisiert, die von der weicheren musikalischen Ausrichtung des Albums enttäuscht waren. Von der Mainstream-Presse hingegen wurde das Album im Allgemeinen gut aufgenommen.
Kurz nach der Veröffentlichung des Albums ging die Band im späten Frühjahr auf Tournee, um das Album zu promoten. In Deutschland wurden sie von der Band Koufax begleitet.

### Guilt Show(2003–2004)
Im Jahr 2003 begann die Band mit den Aufnahmen zu ihrem vierten Studioalbum. Das Album sollte das erste sein, das in den Black Lodge Studios in Eudora, Kansas, aufgenommen wurde. Einem renovierten Studio, das Eigentum der Brüder Pope und dem Produzenten Ed Rose ist. Der Schreibprozess für das Album unterschied sich diesmal von den vorherigen insofern, dass die meisten Songs von nur drei Bandmitgliedern geschrieben wurden. Was zwar zu einer geringeren Zusammenarbeit führte, jedoch den Pope-Brüdern beim Schreiben eine bedeutendere Rolle verlieh. Pryor ließ sich lyrisch vom Leben seiner Freunde und Bekannten inspirieren, indem er Geschichten über Missbrauch, Verrat und Schuldgefühle extrahierte. Die Texte des Albums gehen auch auf das Thema Ehebruch ein („Wouldn't Believe It“, „How Long Is Too Long“). Die erste Single „The One You Want“ soll von einer Frau handeln, von der Pryor sagt, sie sauge die Seele aus den Menschen heraus.
Im März 2004 veröffentlichte die Band das Studioalbum Guilt Show, das von Ed Rose produziert wurde. Klanglich verband das Album den gemesseneren, ausgefeilteren Sound von On a Wire mit dem frenetischen Stil ihrer früheren Alben. Guilt Show wurde kritisch als auch kommerziell etwas besser aufgenommen als sein Vorgänger On a Wire aufgenommen.

### Trennung und Solo-Aktivitäten (2004–2008)
Am Dienstag, dem 8. März 2005 gaben The GetUp Kids nach zehn Jahren ihren Wunsch bekannt, getrennte Wege zu gehen und begaben sich auf eine landesweite Abschiedstournee. Am 2. Juli 2005 gaben The Get Up Kids ihr letztes Konzert in Kansas City, ihrer Heimatstadt.
Matt Pryor war weiterhin Teil von The New Amsterdams, einer akustischen Alt-Country-Band, die er im Jahr 2000 gegründet hatte. Er erweiterte ihren Sound und festigte ihre bis dahin wechselnde Besetzung. Im Jahr 2007 gründete er mit The Terrible Twos, eine Kinderband, mit der der zwei Alben bei Vagrant Records veröffentlichte.
Jim Suptic gründete die Band Blackpool Lights. Ihr Debütalbum This Town's Disaster, bestand größtenteils aus Stücken, die Suptic für zuvor für The Get Up Kids geschrieben, aber nie aufgenommen hatte.
Die Pope-Brüder schlossen sich der Band Koufax an, bevor sie sich für verschiedene Projekte trennten. Rob war ein Gründungsmitglied der Lawrence, Kansas-Gruppe White Whale, bevor er Vollzeitmitglied von der Gruppe Spoon wurde, während Ryan Schlagzeuger der in Lawrence ansässigen experimentellen Rockband The Roman Numerals wurde.
James Dewees schloss sich mehreren Bands als Tour- und Session-Keyboarder an. Während dieser Zeit verschlimmerten sich seine Alkohol- und Drogenprobleme. Nach einer Entziehungskur verarbeitete er das erlebte auf dem fünften Reggie-and-The-Full-Effect-Album Last Stop: Crappy Town.

### Wiedervereinigung und neue Musik (seit 2008)
Im November 2008 gab die Band über ihre MySpace-Seite bekannt, dass für das Jahr 2009 eine Reunion geplant sei. Für das Groezrock 2009 in Meerhout (Belgien) und das Area4 2009 in Lüdinghausen (NRW) wurden mittlerweile Auftritte angekündigt, ebenso in Berlin im Postbahnhof am Ostbahnhof.
2010 erschien mit der EP Simple Science die erste Veröffentlichung seit fünf Jahren. Im Darauffolgenden Jahr erschien am 25. Januar 2011 mit There Are Rules das erste Album seit sieben Jahren, diesmal bei dem Label Quality Hill Records.
Acht Jahre später erschien 2019 Problems, das bisher letzte Album der Get Up Kids. Im selben Jahr verkündete die Gruppe, dass James Dewees die Band verlassen habe. Sein Nachfolger wurde Dustin Kinsey von The New Amsterdams, der die Band bereits 2011 als Tour-Keyboarder begleitet hatte.
2024 und 2025 tourte die Band durch Nordamerika, Europa und das Vereinigte Königreich, um das 25-jährige Jubiläum ihres Albums Something to Write Home About zu feiern.

## Bandmitglieder
Heutige Besetzung
- Matt Pryor – Gesang, Gitarre (1995–2005; 2008–heute)
- Jim Suptic – Lead-Gitarre, Backgroundgesang (1995–2005; 2008–heute)
- Rob Pope – Bass, Backgroundgesang (1995–2005; 2008–heute)
- Ryan Pope – Schlagzeug, Percussion (1996–2005; 2008–heute)
- Dustin Kinsey – Keyboard (2019–heute)

Ehemalige Mitglieder
- Thomas Becker – Schlagzeug, Percussion (1995)
- Nathan Shay – Schlagzeug, Percussion (1996)
- James Dewees – Keyboard, Backgroundgesang (1999–2005; 2008–2019)

Tourmitglieder
- Nate Harold – Bass (2010)
- Dustin Kinsey – Keyboard (2011)

## Diskografie

### Alben
- 1997: Four Minute Mile (Doghouse)
- 1999: Something to Write Home About (Vagrant Records)
- 2001: Eudora (Vagrant Records, Raritätensammlung)
- 2002: On a Wire (Vagrant Records)
- 2004: Guilt Show (Vagrant Records)
- 2005: Live! @ The Granada Theater (Vagrant, Livealbum)
- 2010: Simple Science (EP)
- 2011: There Are Rules (Quality Hill Records)
- 2019: Problems (Big Scary Monsters)

### Sonstige (Auswahl)
- 1997: Split mit Braid (Tree Records)
- 1998: Split mit Coalesce (Second Nature Recordings)
- 1999: Red Letter Day  (Doghouse, EP)
- 1999: Split mit The Anniversary (Vagrant Records)
- 2001: Split mit Rocket from the Crypt (Vagrant Records)